# Benton (Arkansas)
Benton − miasto w położone w południowo-wschodniej części Stanów Zjednoczonych, w stanie Arkansas, w hrabstwie Saline (jego stolica). Przez Benton przebiega autostrada międzystanowa nr 30. 

## Demografia
W 2011 roku populacja miasta wynosiła 31 367 mieszkańców. W 2023 roku liczba mieszkańców wzrosła do 37 558 osób, a gęstość zaludnienia przekroczyła 659 osób/km².